# Екатерина Бончева
Екатерина Петкова Бончева-Лисичарова е българска журналистка, в периода 1992 — 2006 г. водеща на политическото предаване „Студио България“ в радио „Свободна Европа“ и радио „Нова Европа“, както и на едноименно предаване, излъчвало се по телевизия „Европа“ между 2004 и 2005 година. От 2007 до 2025 г. е член на Комисията за разкриване на документите и за обявяване на принадлежност на български граждани към Държавна сигурност и разузнавателните служби на Българската народна армия, накратко наричана Комисия по досиетата.

## Биография
Родена е в София на 9 януари 1951 г. През 1975 г. завършва висше образование във Философския факултет на Софийския университет „Свети Климент Охридски“, специалност „Психология“.
Втората ѝ специалност е педагогика, има и специализация по социална психология. Работи в психолабораторията на Транспортната болница (1975 – 1980), а по-късно – във вестник „АБВ“ (1980 – 1989). От 1990 до 1991 г. е завеждащ отдел във вестник „Демокрация“. От 12 февруари до 21 май 1997 г. ръководи пресслужбата на служебното правителство с министър-председател Стефан Софиянски. През 1999 г. завежда пресцентъра на СДС за втората кампания на кандидата за кмет на София Стефан Софиянски. От 20 април 2005 г. ръководи предизборния щаб на Българския народен съюз за парламентарните избори на 25 юни 2005 година.
Съавтор е на сборник от документални разкази за концлагерите в България „Българският ГУЛаг. Свидетели“ (1991). Тя е сред журналистите и представителите на медийните среди, подкрепили акцията „Чисти гласове“ – гражданска акция на Българската медийна коалиция за отваряне на архивите на бившата Държавна сигурност, започнала на 30 май 2006 г.
На 5 април 2007 г. е избрана за член на Комисията по досиетата. Преизбрана е през май 2012 година.
Автор е на сборника „Военното разузнаване през комунизма“, издание на Комисията по досиетата.